# ماجي سنولينج
مارجريت جان سنولينغ(بالإنجليزية: Maggie Snowling)‏، الحاصلة على رتبة الإمبراطورية البريطانية، والأكاديمية البريطانية (وُلدت في 15 يوليو 1955) هي عالمة نفس بريطانية والرئيسة الحالية لكلية سانت جونز، أكسفورد. حصلت ماجي شهادة الدكتوراه من كلية لندن الجامعية.
تعمل ماجي كزميلة في الأكاديمية البريطانية وأكاديمية العلوم الطبية. وقد تم الاعتراف بمساهماتها في دراسة عسر القراءة من خلال جائزة السيدة راندور لعسر القراءة في عام 2013، وجائزة ماريون ويلشمان من جمعية عسر القراءة البريطانية في عام 1997، وجائزة رؤساء الجمعية البريطانية للطب النفسي في عام 2003، وجائزة صمويل أورتون من رابطة عسر القراءة الدولية في عام 2005.
تزوجت ماجي للمرة الثانية من تشارلز هولم.
بينما كانت ماجي رئيسة كلية سانت جون، أوكسفورد، قامت بترويج أحداث «المرأة 2000» بشدة، وهي سلسلة من الأحداث للاحتفال بالنساء اللواتي تم تسجيلهن في الكلية منذ عام 1979، عندما تم قبول النساء لأول مرة في الكلية.
حصلت ماجي على رتبة الإمبراطورية البريطانية في عام 2016 أثناء تكريمات عيد الميلاد لخدمات العلم وفهم عسر القراءة.